# あした青空
『あした青空』（あしたあおぞら）は、川原正敏による空手・恋愛漫画作品。

## 概要
『月刊少年マガジン』（講談社）にて1986年5月号から1987年2月号にかけて連載。単行本は講談社コミックス月刊マガジンのレーベルより全2巻が刊行されている。
高校生空手家同士の対決を恋愛要素を絡めて描く青春漫画。
同じく格闘技を扱った『修羅の門』と比較するとより恋愛要素が強く、格闘漫画と言うよりは青春漫画と言ったほうが実情に近い。ただし、『修羅の門』で描かれた活人拳へのアンチテーゼに通じる描写も見られ、本作が同作のプロトタイプとなっている事がうかがえる。

## あらすじ
土岐駿平は親の海外転勤によって幼馴染みの里美鮎の家へと居候する事となる。鮎を守る為にと空手の修行を積んだ駿平であったが、7年振りに再会した鮎には恋人と思しき京極一也がおり、せめて現状の関係を壊さない為にと、守られる弱い男を演じ続ける。一方一也は駿平の実力を目の当たりにし、駿平を特別出場選手に推した上で山ごもりの修行を始める……。

## 主な登場人物
土岐駿平（とき しゅんぺい）
本作の主人公。親の海外転勤に伴い里美家に居候する事となり、芳清学園高校に転入した高校2年生。鮎を守れる男となる為に空手の修行を積み、京極に匹敵する実力を得る。しかし7年振りに再会した鮎は駿平をかつての守る対象と見ていた事、そして一也が鮎の恋人であると誤解した為、現状の弟の様な鮎との関係を壊さないため弱い男を演じ続ける。
里美鮎（さとみ あゆ）
本作のヒロイン。芳清学園高校に通う高校2年生で、16歳にして高校日本一となった空手界のプリンセス。駿平の幼馴染み。
京極一也（きょうごく かずや）
駿平のライバル。鮎に好意を抱いている。高校日本一ながら、「闘う相手がいない」として選手権への出場を辞退しようとしていたが、駿平の実力を目の当たりにし、駿平を特別出場選手に推した上で出場を決意する。
島津まゆ子（しまづ まゆこ）
鮎の後輩。無邪気に物をいう天然系。鮎と一也を理想のカップルとして見ており、一也が鮎の恋人であると駿平に紹介する。
大友龍仙（おおとも りゅうせん）
鮎・一也の師匠で神道館館長を務める日本空手界の総帥。しかし普段はスケベでおちゃらけた好々爺。老先生と呼ばれる。
黒斎（こくさい）
駿平の空手の師匠。まゆ子には良く「白菜」と呼び間違われる。
蟹丸（かにまる）
蛇蝎高校空手部主将。一也に敗れながらも2年連続全国大会準優勝の実力者。練習試合で芳清学園を訪れ、駿平と対戦する。
雷同寺鷹人（らいどうじ たかと）
駿平の選手権初戦の対戦相手。前年は3位ながら、準決勝で一也に敗れての結果である為、実力は準優勝であった蟹丸以上であるとも言われる。